# Barrelhouse Jazzband Wien
Die Barrelhouse Jazzband Wien (auch Barrelhouse Jazzband Vienna) ist eine österreichische Band des traditionellen Jazz, die seit 1960 besteht.

## Geschichte
Die Formation wurde 1960 von Franzi Bilik, Peter Hofmann, Otti Kitzler, Othmar Gräfinger und Horst Bichler gegründet. Alfons Würzl war seit 1961 mit Unterbrechungen für die Band tätig. Willi Meerwald war seit 1963 Mitglied der Band. Teilweise gehörte auch Bill Grah zur Band.
In den 60er Jahren trat die Gruppe unter anderem in den Wiener Jazzclubs Mausefalle, Adebar, Riverboat, Art Center, Atrium und Storyville auf, seit 1972 im Jazzland. Tourneen führten die Barrelhouse Jazzband Wien ab 1962 unter anderem durch Dänemark, Bundesrepublik Deutschland, Deutsche Demokratische Republik, Tschechoslowakei, Ungarn, Spanien und die Schweiz. 1962 kam es zu ersten Aufnahmen auf dem Österreichischen Amateurjazzfestival.
Die Band gewann 1964, 1965 und 1967 den Wettbewerb auf dem Österreichischen Amateurjazzfestival. Zusätzliche Solistenpreise erhielten Otti Kitzler (Trompete), Cord Dumrese (Klarinette), Alfons Würzl (Klarinette) sowie Horst Bichler (Schlagzeug). Seit dieser Zeit pflegt die Band den Chicago-Jazz. Die Gruppe nahm seit 1973 Alben mit durchreisenden Musikern wie Max Kaminsky oder Wild Bill Davison auf. Auf dem Album Blue Danube (1978) widmete sie sich auch dem Wienerlied.